# Sailor Moon (personnage)
Sailor Moon (セーラームーン, Sērā Mūn) est un personnage de fiction, principale protagoniste de la franchise Sailor Moon créée par Naoko Takeuchi. Forme guerrière de l’ancienne princesse de la Lune, Princess Serenity, il y a 10 000 ans, Sailor Moon s'est réincarnée au XXe siècle sous les traits de Usagi Tsukino (月野 うさぎ, Tsukino Usagi'), une adolescente de 14 ans maladroite et naïve.

## Biographie

### Contexte du récit

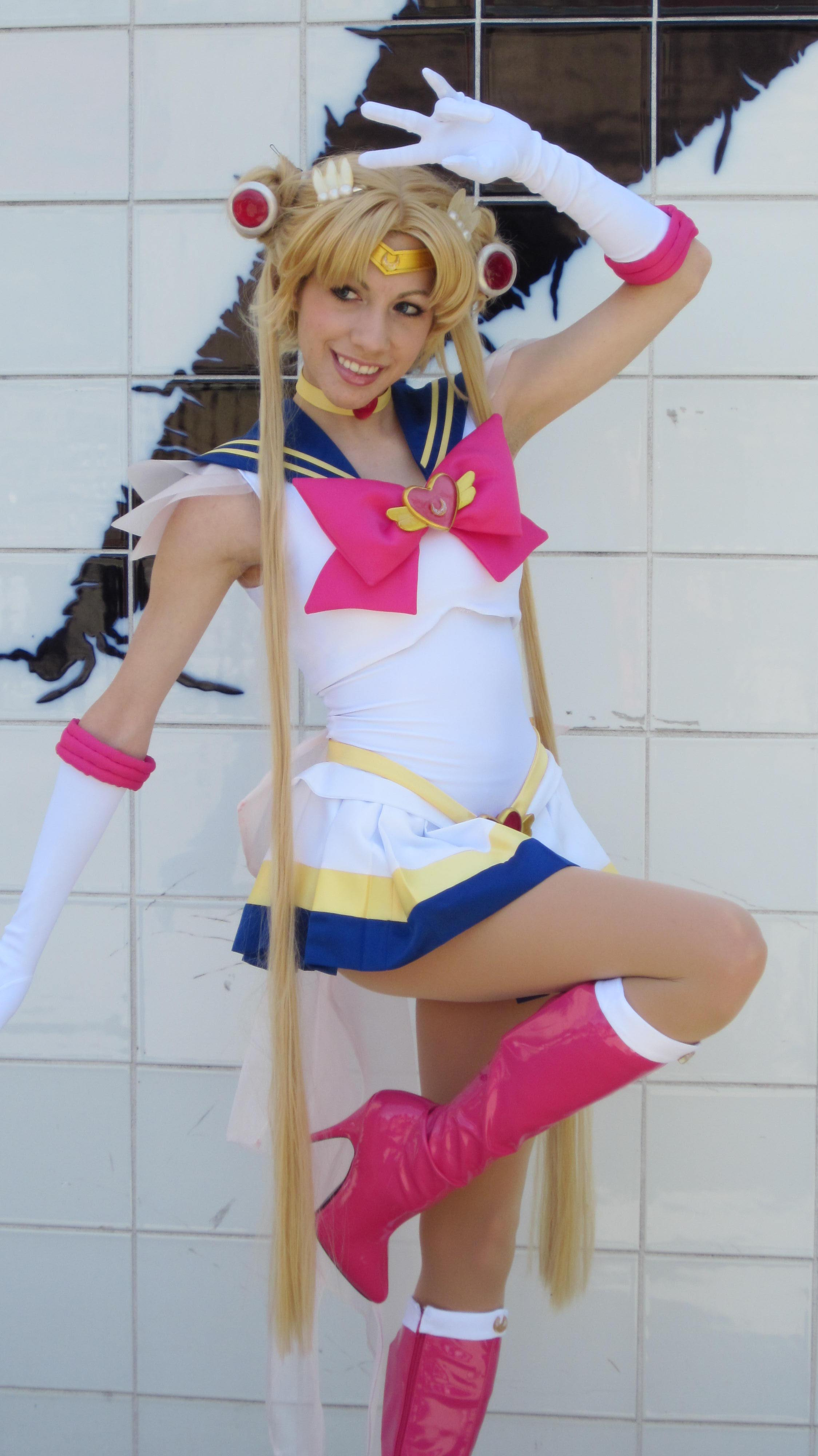
cosplay de Sailor Super Moon

Il y a 10 000 ans, Sailor Moon n’est encore que la princesse Serenity, l’héritière du Silver Millenium, le royaume situé sur la Lune. Elle est entourée par la Reine Serenity (Queen Serenity), sa mère, et de ses quatre gardes du corps, Sailor Mercury, Sailor Mars, Sailor Jupiter, guidées par Sailor Venus. La Princess Serenity admire de loin la Terre, qu’elle trouve absolument merveilleuse.
À un bal, elle rencontre le Prince Endymion, le prince de la Terre. Ils tombent amoureux l’un de l’autre et vivent clandestinement leur amour. Mais leur idylle prend fin à la suite aux événements provoqués par Queen Beryl,.
Metallia et Queen Beryl manipulent les Terriens qui finissent par envahir la Lune. Prince Endymion vient à la rescousse de Princess Serenity, mais les deux amants finissent par périr avec tous les autres habitants de la Lune. Queen Serenity utilise ses dernières forces pour saisir le Cristal d’argent et envoie l’âme de sa fille sur Terre afin qu’elle soit réincarnée dans le futur,.
Sentant le réveil de Metallia de Beryl à la fin du XXe siècle, à Tokyo, Luna, animal familier de la Reine Serenity (Queen Serenity) sort elle aussi de sa torpeur et part à la recherche des guerrières Sailors.

### Usagi Tsukino
Usagi Tsukino (aussi appelée Bunny dans certaines traductions francophones) est une adolescente de 14 ans qui vit avec sa mère et son frère Charly avec qui elle ne s'entend pas et qu'elle n'hésite pas à humilier et frapper. Son père, Noriyuki Tsukino, répond à tous les caprices de sa fille tandis que sa mère, Ikuko Tsukino, se montre un peu plus dure mais reste douce et naïve. Elle est en troisième année et est la plus mauvaise de sa classe. Paresseuse, elle préfère s'amuser qu'étudier. 
En se rendant à l'école, elle tombe sur trois garçons qui maltraitent une chatte et s'empresse de la secourir. La chatte, qui porte un tatouage de lune sur le front, n'est autre que Luna dont la mémoire est affectée. Elle fuit d'abord Usagi puis, après avoir perçu l'énergie qui provient d'elle, la retrouve dans sa chambre le soir-même, dévoilant qu'Usagi est la réincarnation de Sailor Moon, une guerrière légendaire dont la mission est de protéger la terre et la lune dont elle tire ses pouvoirs. Elle lui remet une broche et prononce une formule magique qui provoque la première transformation d'Usagi en Sailor Moon.
Lors de sa première transformation, elle découvre ses pouvoirs et entend un appel à l'aide. Bien qu'elle s'y précipite, la découverte d'une créature ennemie lui fait peur et elle fond en larme. Elle se fait alors aider par Tuxedo Mask, un justicier masqué, qui l'encourage à combattre le monstre. Après cette victoire, Luna lui apprend qu'elle doit retrouver quatre autres Sailor Moon pour accompagner sa mission : Sailor Mercury, Sailor Mars, Sailor Jupiter et Sailor Venus. Dans son école, elle se lie d'amitié avec la nouvelle élève très intelligente qui découvre à son tour qu'elle est l'une des guerrières du système solaire interne, Sailor Mercury.
Si Usagi est d'abord de nature peureuse et craintive face aux adversaires, ses pouvoirs la transforment en une guerrière courageuse. Elle tombe amoureuse de Tuxedo Mask qui n'est autre que la réincarnation du prince Endymion. C'est son courage et sa prestance qui le séduisent, mais Sailor Mars est également tombé sous son charme et elles se disputent souvent à ce sujet.
À partir de là, Sailor Moon prend à cœur de protéger la Terre contre ses ennemis. Sa très grande compassion et son caractère attachant lui assurent l’amitié de toutes les guerrières Sailors. Sa détermination sans faille et sa croyance inébranlable en la force de l’amour lui permettent de surpasser la puissance physique et les intentions maléfiques de ses ennemis. Grâce au Graal, elle finit par devenir encore plus forte et se transforme en Super Sailor Moon dans le troisième arc de la série. Dans le dernier arc, elle atteint sa forme ultime, Eternal Sailor Moon grâce à l’union de toutes les autres guerrières Sailors. À 22 ans, après la fin de la série, elle se marie avec Mamoru Chiba. En se mariant avec le prince de la Terre, Sailor Moon devient Neo Queen Serenity. Son époux prend le nom de King Endymion. Ensemble, ils auront une fille : Chibiusa Tsukino. Neo Queen Serenity fait de Tokyo son royaume et utilise le pouvoir du Cristal d’argent pour assurer la vie éternelle à tous ses habitants. Dans sa nouvelle ville, baptisée Crystal Tokyo, elle fait ériger un palais pour accueillir sa famille : Crystal Palace.

## Conception
Usagi Tsukino, connue sous le nom de Sailor Moon, est le personnage principal de la série Sailor Moon. Elle est une adolescente maladroite et bruyante, souvent ridiculisée pour sa coiffure et son immaturité. Usagi a une tendance à exagérer en mangeant et à commettre des erreurs, ce qui la rend très humaine et accessible. Malgré ses défauts, elle lutte pour s'adapter et grandir, cherchant à trouver sa propre voie et à grandir. Ces aspects de son caractère permettent aux spectateurs, notamment aux jeunes filles, de s'identifier à elle, bien qu'ils ne partagent pas tous ses défauts. La créatrice de Sailor Moon, Naoko Takeuchi, a conçu le personnage avec une coiffure et un uniforme scolaire japonais (la tenue de marin) pour qu'il soit familier et facilement reconnaissable par le public japonais, en particulier les collégiens. Le personnage de Usagi, loin d'être une super-héroïne inatteignable, incarne une adolescente ordinaire qui se transforme en héroïne, une figure à la fois réaliste et inspirante pour les fans.
Tous comme les autres guerrières de Sailor Moon, Usagi Tsukino n'est pas nommée au hasard. La compréhension de son nom se dévoile en la présentant à la manière traditionnelle japonaise, par son nom de famille : tsuki no usagi (signifiant "lapin sur la lune"). Ce nom est en relation directe avec le lapin lunaire.

## Pouvoirs magiques

### Objets de pouvoir
Sailor Moon reçoit plusieurs objets desquels elle tire ses pouvoirs. Le prisme de lune est une broche magique remise par Luna qui lui permet de se transformer en Sailor Moon en prononçant les mots magiques. Le bâton lunaire lui permet de projeter un arc-en-ciel de cristal qui rend l'apparence normale aux personnes métamorphosés par les monstres. La tiare lunaire peut être utilisé comme une arme afin d'atteindre les ennemis à distance.

### Transformations
| Phrase prononcée                        | Effet                                                                            | Présent dans le manga | Présent dans l’animé Sailor Moon | Présent dans l’animé Sailor Moon Crystal | Présent dans le drama |
| --------------------------------------- | -------------------------------------------------------------------------------- | --------------------- | -------------------------------- | ---------------------------------------- | --------------------- |
| « Moon Prism Power, Make Up! »          | Usagi utilise sa broche magique pour se transformer en Sailor Moon.              | Oui                   | Oui                              | Oui                                      | Oui                   |
| « Moon Crystal Power, Make Up! »        | Usagi utilise la broche Crystal Star pour se transformer en Sailor Moon.         | Oui                   | Oui                              | Oui                                      | Non                   |
| « Moon Cosmic Power, Make Up! »         | Usagi utilise le Cosmic Heart Compact pour se transformer en Sailor Moon.        | Oui                   | Oui                              | Oui                                      | Non                   |
| « Crisis, Make Up! »                    | Sailor Moon utilise les pouvoirs du Graal pour devenir Super Sailor Moon.        | Oui                   | Oui                              | Oui                                      | Non                   |
| « Moon Crisis, Make Up! »               | Usagi utilise le Crisis Moon Compact pour se transformer en Super Sailor Moon.   | Oui                   | Oui                              | Oui                                      | Non                   |
| « Moon Eternal, Make Up! »              | Usagi utilise le Crisis Moon Compact pour se transformer en Eternal Sailor Moon. | Oui                   | Oui                              | Non                                      | Non                   |
| « Silver Moon Crystal Power, Make Up! » | Usagi utilise le Holy Moon Cálice pour se transformer en Eternal Sailor Moon.    | Oui                   | Non                              | Oui                                      | Non                   |

### Attaques
| Phrase prononcée                     | Effet | Présent dans le manga | Présent dans l’animé Sailor Moon | Présent dans l’animé Sailor Moon Crystal | Présent dans le drama |
| ------------------------------------ | --- | --------------------- | -------------------------------- | ---------------------------------------- | --------------------- |
| « Moon Tiara Action »                | Sailor Moon lance sa tiare, qui prend la forme d’un frisbee, sur l’ennemi.                                                                                     | Oui                   | Oui                              | Non                                      | Non                   |
| « Moon Frisbee »                     | Sailor Moon lance sa tiare, qui prend la forme d’un frisbee, sur l’ennemi.                                                                                     | Oui                   | Non                              | Non                                      | Non                   |
| « Moon Tiara Boomerang »             | Sailor Moon lance sa tiare, qui prend la forme d’un frisbee, sur l’ennemi.                                                                                     | Oui                   | Non                              | Oui                                      | Oui                   |
| « Moon Tiara Stardust »              | Sa tiare répand une poussière magique qui guérit les innocentes victimes.                                                                                      | Non                   | Oui                              | Non                                      | Non                   |
| « Moon Twilight Flash »              | Sailor Moon renvoie la lumière de la Lune sur l’ennemi, qui est vaincu.                                                                                        | Oui                   | Non                              | Oui                                      | Oui                   |
| « Moon Healing Escalation »          | Sailor Moon utilise le Moon Stick pour guérir un humain transformé en monstre. Le monstre crie alors : « Refresh! » avant de redevenir humain.                 | Oui                   | Oui                              | Oui                                      | Oui                   |
| « Moon Princess Halation »           | Sailor Moon utilise le Cutie Moon Rod pour attaquer. l’ennemi crie « Cleansing! » avant de disparaître.                                                        | Oui                   | Oui                              | Oui                                      | Non                   |
| « Moon Spiral Heart Attack »         | Sailor Moon utilise le Spiral Heart Moon Rod pour vaincre l’ennemi. Il crie « Lovely! » avant de disparaître.                                                  | Oui                   | Oui                              | Oui                                      | Non                   |
| « Rainbow Moon Heart Ache »          | Super Sailor Moon utilise le Spiral Heart Moon Rod et les pouvoirs du Graal pour attaquer.                                                                     | Oui                   | Oui                              | Oui                                      | Non                   |
| « Moon Gorgeous Meditation »         | Super Sailor Moon utilise le Kaleidomoon Scope pour vaincre l’ennemi. Il crie « Stage out! » avant de disparaître.                                             | Oui                   | Oui                              | Oui                                      | Non                   |
| « Starlight Honeymoon Therapy Kiss » | Eternal Sailor Moon utilise son Eternal Tiare pour guérir un humain transformé en monstre. Le monstre crie alors : « Beautiful! » avant de redevenir humain.   | Oui                   | Oui                              | Oui                                      | Non                   |
| « Silver Moon Crystal Power Kiss »   | Eternal Sailor Moon utilise la Moon Power Tiare pour guérir un humain transformé en monstre. Le monstre crie alors : « Beautiful! » avant de redevenir humain. | Oui                   | Oui                              | Oui                                      | Non                   |

- NC : non connu à ce jour

## Interprétations

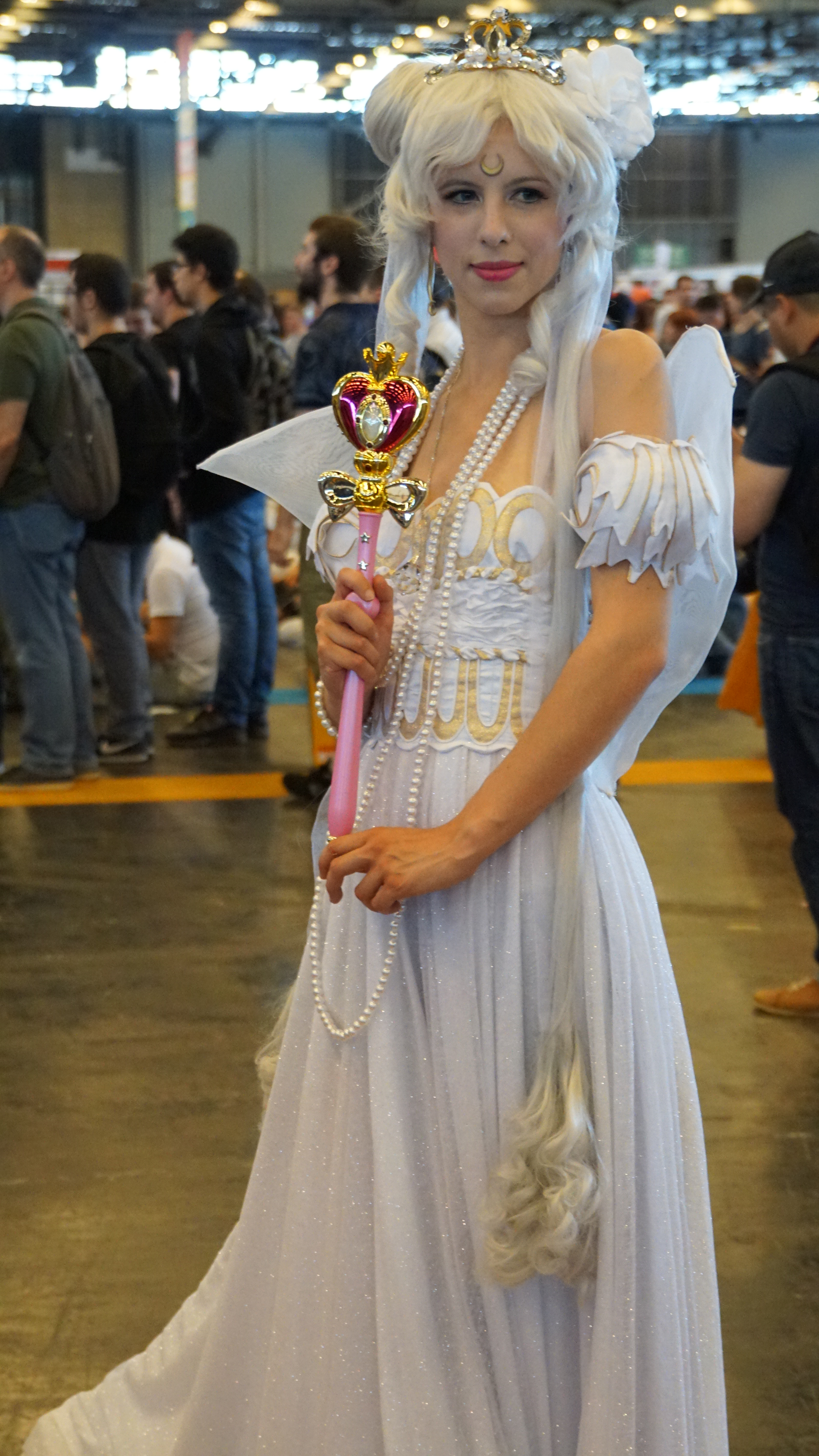
cosplay de Neo Queen Serenity

### Dessins animés
|                                     | Voix japonaise   | Voix française    |
| ----------------------------------- | ---------------- | ----------------- |
| Sailor Moon, saison 1 à 3           | Kotono Mitsuishi | Emmanuelle Pailly |
| Sailor Moon, saison 4               | Kotono Mitsuishi | Sylvie Jacob      |
| Sailor Moon, saison 5               | Kotono Mitsuishi | Isabelle Volpe    |
| Sailor Moon : Les Fleurs maléfiques | Kotono Mitsuishi | Emmanuelle Pailly |
| Sailor Moon S, le film              | Kotono Mitsuishi | Isabelle Volpe    |
| Sailor Moon Super S, le film        | Kotono Mitsuishi | Isabelle Volpe    |
| Pretty Guardian Sailor Moon Crystal | Kotono Mitsuishi | Anouck Hautbois   |
| Sailor Moon Eternal                 | Kotono Mitsuishi | Anouck Hautbois   |

### Drama
Dans Pretty Guardian Sailor Moon, le personnage de Sailor Moon est joué par l’actrice Miyuu Sawai.

### Comédies musicales
- Anza Ooyama :
  - Sailor Moon - Gaiden Dark Kingdom Fukkatsu Hen (1993)
  - Sailor Moon - Gaiden Dark Kingdom Fukkatsu Hen (Kaiteiban) (1994)
  - Sailor Moon Super Spring Festival (1994)
  - Sailor Moon S - Usagi Ai no Senshi e no Michi (1994)
  - Sailor Moon S - Henshin - Super Senshi e no Michi (1995)
  - Sailor Moon S - Henshin - Super Senshi e no Michi (Kaiteiban) (1995)
  - Sailor Moon SuperS - Yume Senshi - Ai - Eien ni… (1995)
  - Sailor Moon SuperS - (Kaiteiban) Yume Senshi - Ai - Eien ni… Saturn Fukkatsu Hen (1996)
  - Sailor Moon SuperS Special Musical Show (1996)
  - Sailor Moon Sailor Stars (1996)
  - Sailor Moon Sailor Stars (Kaiteiban) (1997)
  - Eien Densetsu (1997)
  - Eien Densetsu (Kaiteiban) - The Final First Stage (1998)
- Fumina Hara
  - Shin Densetsu Kourin (1998)
  - Kaguya Shima Densetsu (1999)
  - Kaguya Shima Densetsu (Kaiteiban) Natsuyasumi! Houseki Tankentai (1999)
- Miyuki Kanbe
  - Shin / Henshin - Super Senshi e no Michi - Last Dracul Jokyoku (2000)
  - Kessen / Transylvania no Mori - Shin Toujou! Chibi Moon wo Mamoru Senshi-tachi (2000)
  - Kessen / Transylvania no Mori (Kaiteiban) - Saikyou no Kataki Dark Cain no Nazo (2001)
  - Last Dracul Saishuu Shou - Chou Wakusei Death Vulcan no Fuuin (2000)
- Marina Kuroki
  - Tanjou! Ankoku no Princess Black Lady (2001)
  - Tanjou! Ankoku no Princess Black Lady (Kaiteiban) - Wakusei Nemesis no Nazo (2001)
  - 10th Anniversary Festival - Ai no Sanctuary (2002)
  - Mugen Gakuen - Mistress Labyrinth (2002)
  - Mugen Gakuen - Mistress Labyrinth (Kaiteiban) (2003)
  - Starlights - Ryuusei Densetsu (2003)
  - Kakyuu-Ouhi Kourin - The Second Stage Final (2004)
  - Shin Kaguya Shima Densetsu (2004)
  - Shin Kaguya Shima Densetsu (Kaiteiban) - Marinamoon Final (2005)
- Satomi Ookubo
  - La Reconquista (2013)
  - Petite étrangère (2014)
  - Un Nouveau Voyage (2015)
- Hotaru Nomoto
  - Amour Eternal (2016-2017)
  - Le Mouvement Final (2017)
- Mizuki Yamashita
  - Nogizaka46 Version Musical (2018) (Team Moon)
- Sayuri Inoue
  - Nogizaka46 Version Musical (2018) (Team Star)
- Kanae Yumemiya
  - The Super Live (2018-2019)  (Cast ❤, Team Paris)
- Natsuki Koga
  - The Super Live (2018, 2023)  (Cast ◆, Team Taipei)
- Tomomi Kasai
  - The Super Live (2018-2019)  (Cast ♪, Team America)
- Shiori Kubo
  - Nogizaka46 Version Musical 2019 (2019)
- Riko Tanaka
  - Kaguya-hime no Koibito (2021)
  - 30th Anniversary Musical Festival -Chronicle- (2022)
  - The Super Live (2025) (Team USA)
- Nagi Inoue
  - Nogizaka46 "5th Generation" Version Musical 2024 (2024) (Team Moon)
- Satsuki Sugawara
  - Nogizaka46 "5th Generation" Version Musical 2024 (2024) (Team Star)
- Yui Yokoyama
  - The Super Live (2025) (Team UK)

## Parodies
La comédienne Samantha Bee a endossé le rôle de Sailor Moon lors d'une production live-action au Canadian National Exhibition.
Dans Robot Chicken, Sailor Moon affronte les sbires de Queen Beryl. Sailor Moon est doublée par Scarlett Johansson,,.

## Perceptions
Le personnage d'Usagi est analysé comme un modèle hybride de féminité et de masculinité. Alors qu'elle incarne des traits traditionnellement associés à la féminité, tels que l'obsession de la beauté, de la romance et du style, elle fusionne ces traits avec des éléments de la masculinité, caractéristiques des super-héros. En tant que Sailor Moon, elle devient une figure de force et de justice, combinant ainsi la vulnérabilité d'un personnage féminin avec la puissance d'un héros traditionnel. Cette fusion des rôles a été perçue comme une évolution des représentations des héroïnes dans la culture populaire, où les modèles féminins sont souvent cantonnés à des rôles secondaires ou romantiques, tandis que les héros sont typiquement masculins,.
L'un des aspects marquants du personnage d'Usagi est son imperfection manifeste. Contrairement aux héros traditionnels, qui sont souvent dépeints comme parfaits ou sans défauts, Usagi est régulièrement montrée comme une jeune fille en proie à des défauts de caractère, tels que l'indiscipline, la gourmandise, et un manque d'engagement scolaire. Cependant, cette humanité permet au spectateur de s'identifier à elle, en particulier pour les jeunes spectateurs qui peuvent se reconnaître dans ses défauts. Selon certains chercheurs, cet aspect de la personnalité d'Usagi pourrait avoir contribué à sa popularité auprès des enfants, car elle représente un modèle où l'on peut être imparfait tout en étant capable de faire face à des défis héroïques,.
Les chercheurs ont également souligné que la manière dont Usagi évolue tout au long de la série, en passant de l'insouciance à la responsabilité, en fait un personnage complexe. Bien que souvent perçue comme faible au début de la série, elle finit par incarner les idéaux de justice et d'altruisme, tout en conservant sa dimension humaine, ce qui est une caractéristique peu fréquente chez les super-héros masculins classiques.

## Nom en différentes langues
- Brésil : Serena Tsukino / Sailor Moon
- Corée du Sud : Sera (세라) / Sailor Moon
- Espagne : Bunny Tsukino / Guerrero Luna
- États-Unis : Serena Tsukino / Sailor Moon (1er doublage)
- France: Bunny Tsukino (1re édition du manga), Bunny Rivière / Sailor Moon (dessin animé de 1992)
- Hong Kong : Yuè Tù(月野兔) / Sailor Moon
- Taïwan : Moon hare(月野兔) / moonlight fairy(月光仙子)(animé), sailor moon(水手月亮)(manga)
- Italie: Bunny Tsukino / Sailor Moon
- Pays-Bas : Bunny Tsukino / Sailor Moon
- Portugal : Bunny (Berta) Tsukino / Navegante da Lua
- Suède : Annie Tsukino / Sailor Moon